# Araceli (prénom)
Pour les articles homonymes, voir Araceli (homonymie).
Araceli et Aracely sont des prénoms féminins espagnols.

## Étymologie
Il dérive du latin Ara Caeli et signifie « Autel du Ciel »,.

## Variantes
- Diminutifs : Celi, Cheli, Leli, Lili
- Variante : Aracely
- Variante basque : Arazeli

## Fête
Araceli est fêtée le 2 mai.

## Personnalités portant ce prénom

### Araceli
- Pour l'ensemble des articles sur les personnes portant ce prénom, consulter :
  - la liste des articles dont le titre commence par ce prénom
  - les listes produites par Wikidata : Liste des personnes de prénom « Araceli » — même liste en incluant les éventuels prénoms composés qui contiennent « Araceli ».

### Aracely
- Pour l'ensemble des articles sur les personnes portant ce prénom, consulter :
  - la liste des articles dont le titre commence par ce prénom
  - les listes produites par Wikidata : Liste des personnes de prénom « Araceli » — même liste en incluant les éventuels prénoms composés qui contiennent « Araceli ».